# Musée national d'art islamique de Raqqada
Le musée national d'art islamique de Raqqada est un musée spécialisé dans les arts de l'Islam et situé sur le site archéologique de Raqqada près de Kairouan.
Le musée est spécialisé dans les arts islamiques médiévaux et renferme des œuvres provenant de Kairouan et des sites de Raqqada, une ancienne cité édifiée sous les Aghlabides, et Al-Mansuriya, une ancienne cité édifiée à l'époque fatimide.

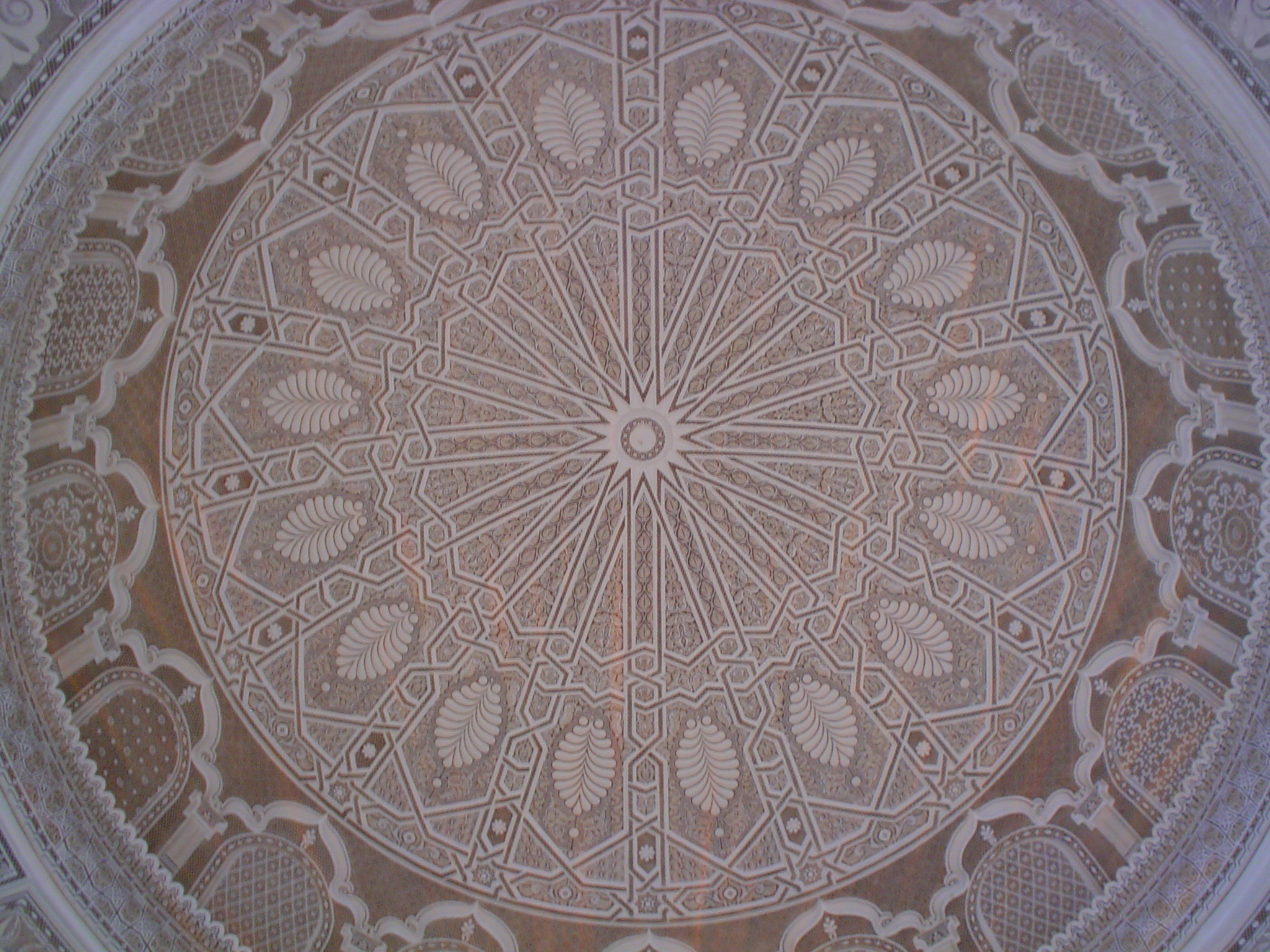
Coupole ornant l'une des salles du musée.

L'entrée est dévolue à la grande mosquée de Kairouan et présente une reproduction de son mihrab ainsi qu'une maquette de l'ensemble du monument.
La pièce suivante présente des collections de céramiques datant des périodes où Raqqada était occupée (IXe et Xe siècles). Une autre pièce présente des collections numismatiques rassemblant des pièces de monnaie d'époques diverses qui illustrent l'histoire économique de l'Ifriqiya durant plus de six siècles.
La collection la plus importante est celle des Corans calligraphiés qui constitue un ensemble exceptionnel de manuscrits et de feuillets appartenant, à l'origine, à la bibliothèque de la grande mosquée de Kairouan. Parmi les joyaux de cette collection, figurent les feuillets du Coran bleu datant du Xe siècle.

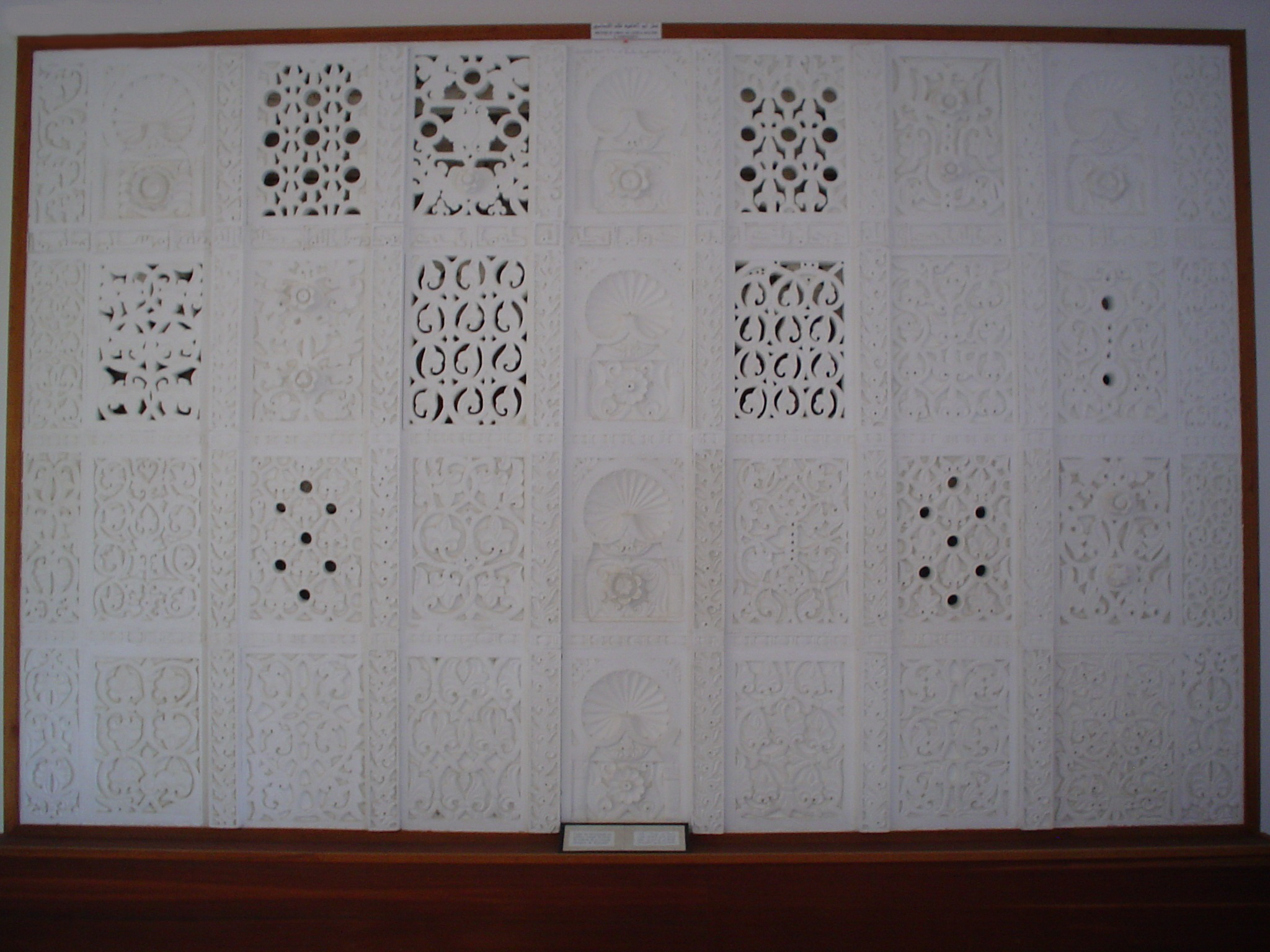
Reproduction de la paroi du mihrab de la grande mosquée de Kairouan.
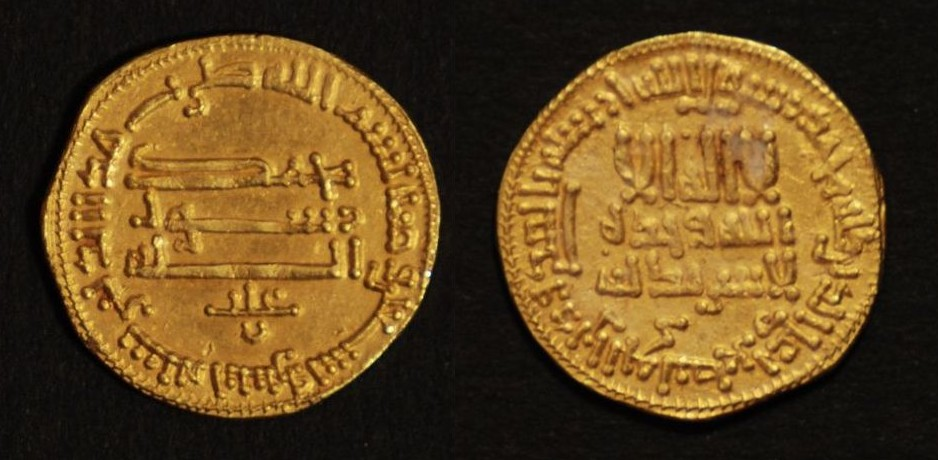
Dinar d'or aghlabide (début du IXe siècle, atelier de Kairouan) faisant partie des collections du musée.
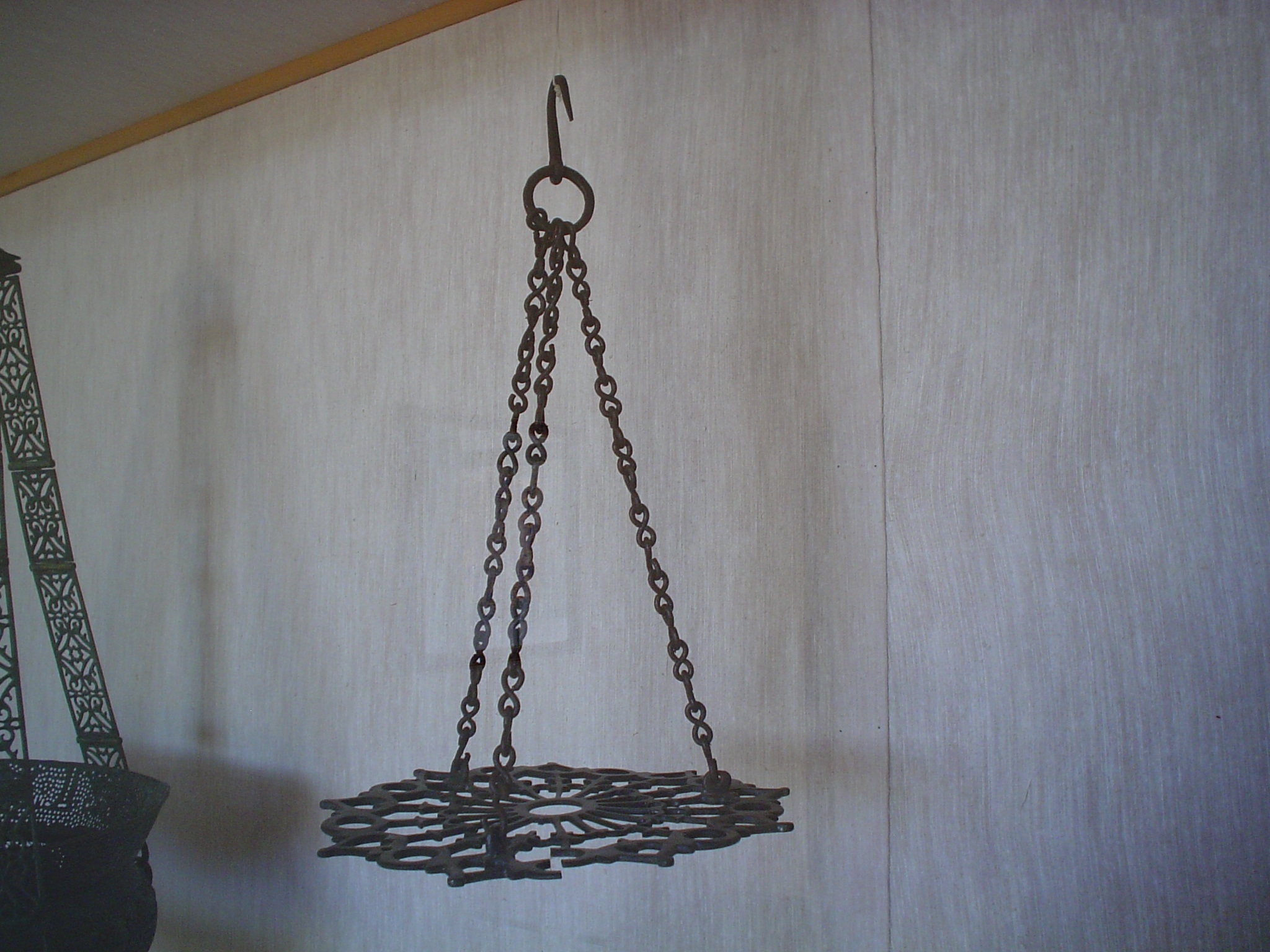
Gros plan sur un polycandélon en bronze.